# William Amponsah
William Amponsah (11 dicembre 1999) è un mezzofondista e maratoneta ghanese.

## Palmarès
| Anno | Manifestazione          | Sede       | Evento         | Risultato | Prestazione | Note                          |
| ---- | ----------------------- | ---------- | -------------- | --------- | ----------- | ----------------------------- |
| 2022 | Giochi del Commonwealth | Birmingham | 10000 m piani  | 13º       | 13'51"63    | Miglior prestazione personale |
| 2023 | Mondiali di cross       | Bathurst   | Corsa seniores | 41º       | 32'00"      |                               |
| 2024 | Giochi Panafricani      | Accra      | 10000 m        | 5º        | 29'50"99    | Record nazionale              |
| 2024 | Giochi Panafricani      | Accra      | Mezza maratona | Argento   | 1h05'13"    |                               |
| 2024 | Campionati africani     | Douala     | 10000 m piani  | 6º        | 29'08"57    | Record nazionale              |

## Altre competizioni internazionali
2018
- 21º alla Maratona di Dubai ( Dubai) - 2h32'23"

2019
- 19º alla Okpepe Road Race ( Okpepe) - 31'40"

2022
- 8º alla Great North Run ( Newcastle upon Tyne) - 1h03'15"
- 10º alla Okpepe Road Race ( Okpepe) - 30'38"

2023
- 6º alla Okpepe Road Race ( Okpepe) - 29'53"

2024
- 6º agli NCAA Division II Indoor Track and Field Championships ( Pitsburg), 3000 m piani indoor - 8'02"67

2025
- 4º al Bryan Clay Invitational ( Azusa), 10000 m piani - 27'47"93
- 5º alle Raleigh Relays ( Raleigh), 5000 m piani - 13'30"99
- 17º al Boston University David Hemery Valentine Invitational ( Boston), 5000 m piani indoor - 13'33"75
- 4º agli NCAA Division II Indoor Track and Field Championships ( Indianapolis), 3000 m piani indoor - 7'52"54